# Hemiphractinae
Sous-famille
Les Hemiphractinae sont une sous-famille d'amphibiens de la famille des Hemiphractidae.

## Répartition
Les espèces de cette sous-famille se rencontrent en Amérique du Sud et en Amérique centrale.

## Liste des genres
Selon Amphibian Species of the World (10 juin 2017) :
- Fritziana Mello-Leitão, 1937
- Gastrotheca Fitzinger, 1843
- Hemiphractus Wagler, 1828
- Stefania Rivero, 1968

## Publication originale
- Peters, 1862 : Über die Batrachier-Gattung Hemiphractus. Monatsberichte der Königlichen Preussischen Akademie der Wissenschaften zu Berlin, vol. 1862, p. 144-152 (texte intégral).